# إفراين غوزمان
إفراين غوزمان (بالإسبانية: Efraín Guzmán)‏ هو بارتيزان وعسكري كولومبي، ولد في 1937 في إدارة توليما في كولومبيا، وتوفي في 7 سبتمبر 2003.